# Hrunting
Hrunting est une épée figurant dans le poème anglo-saxon Beowulf.
Elle appartient à Unferth, le conseiller du roi Hrothgar. Lorsque Beowulf se prépare à aller affronter la mère de Grendel, Unferth lui prête Hrunting.
Bien qu'elle soit décrite comme une arme puissante, qui n'a jamais failli à celui qui la manie, l'épée s'avère incapable de blesser le monstre. En fin de compte, c'est à l'aide d'une épée antique qui se trouvait dans le trésor amassé par Grendel et sa mère que Beowulf parvient à vaincre cette dernière.